# Municipio de North Fork (Illinois)
El municipio de North Fork (en inglés: North Fork Township) es un municipio ubicado en el condado de Gallatin en el estado estadounidense de Illinois. En el año 2010 tenía una población de 408 habitantes y una densidad poblacional de 4,28 personas por km².

## Geografía
El municipio de North Fork se encuentra ubicado en las coordenadas 37°49′9″N 88°19′13″O / 37.81917, -88.32028. Según la Oficina del Censo de los Estados Unidos, el municipio tiene una superficie total de 95.25 km², de la cual 94,73 km² corresponden a tierra firme y (0,55 %) 0,52 km² es agua.

## Demografía
Según el censo de 2010, había 408 personas residiendo en el municipio de North Fork. La densidad de población era de 4,28 hab./km². De los 408 habitantes, el municipio de North Fork estaba compuesto por el 97,06 % blancos, el 0,49 % eran afroamericanos, el 0,25 % eran amerindios, el 0,49 % eran asiáticos, el 0,49 % eran de otras razas y el 1,23 % eran de una mezcla de razas. Del total de la población el 1,23 % eran hispanos o latinos de cualquier raza.